# Così fan tutte

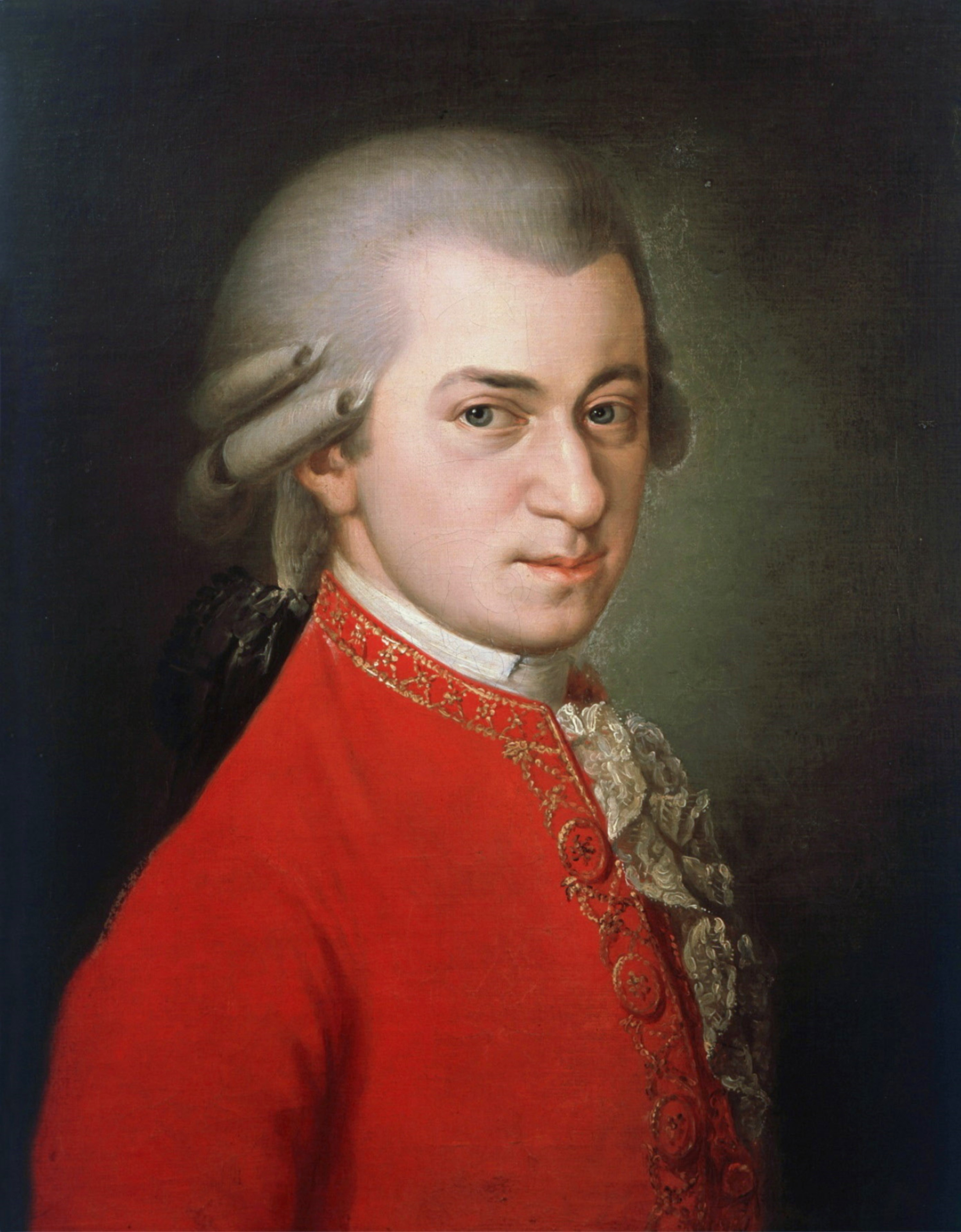
Wolfgang Amadeus Mozart

Così fan tutte, ossia La scuola degli amanti (Så gör de alla, eller skola för älskande) K. 588 är en komisk opera, eller opera buffa, i två akter med musik av Wolfgang Amadeus Mozart. Libretto av Lorenzo da Ponte. Sångspråket är italienska. Titeln förebådas redan i första akten av Figaros bröllop då greven upptäcker att Cherubino har gömt sig hos Susanna. Då sjunger Basilio: "Così fan tutte le belle, non c'è alcuna novità" ("Så gör alla vackra flickor, detta är ingen nyhet").

## Historia
Det sägs att det ligger en verklig historia, som cirkulerade vid hovet i Wien, bakom operan och det var kejsar Josef II som själv hade uppmanat sin hovpoet Lorenzo da Ponte att utarbeta ett libretto åt Mozart byggd på denna historia. Men allt tyder på att det bara är en anekdot. Under alla förhållanden fick Mozart beställningen på operan och skrev den på endast två månader vintern 1789-90.
Operan hade urpremiär på Burgtheater i Wien den 26 januari 1790 men lades ner efter bara fem föreställningar på grund av kejsarens död. Efter sorgeperioden spelades stycket ytterligare fem gånger. Därefter försvann det ut den gamla Burgtheaters repertoar. Under 1800-talet ansågs texten alltför frivol och ovärdig Mozart. Det ledde till en rad bisarra "räddningsförsök" som gick ut på att ändra handlingen eller till och med använda Mozarts musik till helt andra texter. Det skedde i Frankrike, där Henri Auguste Barbier och Albert Carré fogade musiken till Shakespeares Kärt besvär förgäves, och i Danmark där man den 19 december 1826 hade premiär på en version som kallades "Flugten fra Klostret" till en helt ny text av Adam Oehlenschläger. Mot slutet av 1800-talet åstadkom Otto Devrient en mycket spelad version där Despina röjer vadet för systrarna som alltså spelar komedi och på så sätt straffar sina fästmän. Först på 1900-talet har man återvänt till originalet, och särskilt Richard Strauss gjorde en stor insats för att placera Così fan tutte på samma nivå som Mozarts övriga mästerverk.
Den svenska premiären ägde rum på Stockholmsoperan den 14 maj 1830 i översättning av Nils Erik Wilhelm af Wetterstedt under titeln "Kärleken på prof" och den iscensattes åter med premiär den 17 februari 1940 med den italienska originaltexten, den 30 september 1964 med svensk text och den 18 december 1965.
Den sattes upp på Göteborgsoperan med premiär den 14 oktober 1995 och på Folkoperan med premiär den 21 september 2002.
Sommaren 2014 spelade Skånska operan en version förlagd i modern tid, som en TV-show, på sin årliga sommarturné i skånska slottsmiljöer. Den spelades även November till Januari 2024-2025 på Malmö Opera.

## Roller

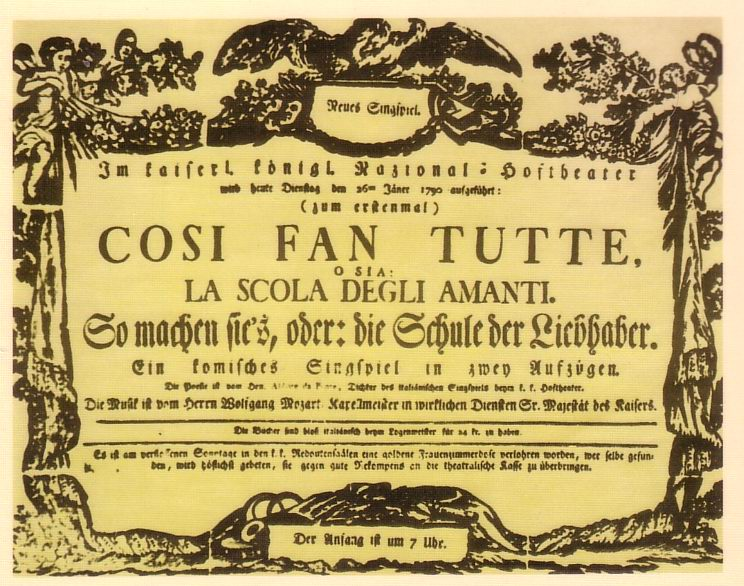
Affischen till premiären 1790.

| Roller                                                                  | Röstfack     | Premiärföreställning 26 januari 1790 (Dirigent: Wolfgang Amadeus Mozart) |
| ----------------------------------------------------------------------- | ------------ | ------------------------------------------------------------------------ |
| Fiordiligi, En dam från Ferrara och syster till Dorabella, bor i Neapel | Sopran       | Adriana Ferrarese                                                        |
| Dorabella, En dam från Ferrara och syster till Fiordiligi, bor i Neapel | Mezzo-sopran | Louise Villeneuve                                                        |
| Guglielmo, Fiordiligi älskare, en soldat                                | Baryton      | Francesco Benucci                                                        |
| Ferrando, Dorabella älskare, en soldat                                  | Tenor        | Vincenzo Calvesi                                                         |
| Despina, Städerska                                                      | Sopran       | Dorotea Bussani                                                          |
| Don Alfonso, Gammal filosof                                             | Bas          | Francesco Bussani                                                        |
| Kör: soldater, tjänare, sjömän                                          |              |                                                                          |

## Handling
Operan utspelar sig i Neapel i slutet av 1700-talet. 

### Akt I

#### Scen 1: På terrassen framför ett kafé.

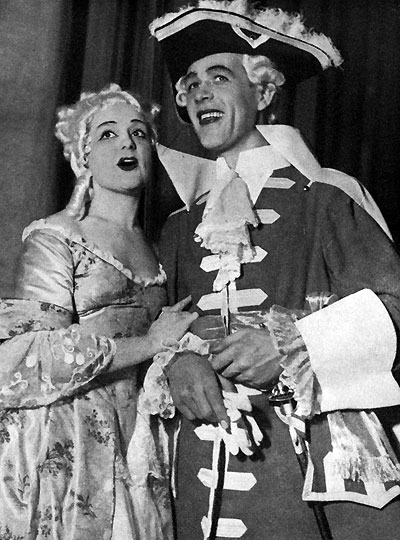
Hjördis Schymberg som Signorina Fiordiligi och Hugo Hasslo som Guglielmo.

Två napolitanska officerare, Ferrando och Guglielmo, är förlovade med två systrar, Fiordiligi och Dorabella. En skeptisk gammal ungkarl, don Alfonso, tillåter sig tvivla på hjärtats oföränderlighet och de två herrarna ingår då ett vad med honom om sina kärestas trohet. Det enda villkoret don Alfonso ställer är att de två officerarna måste gå med på alla hans infall under de närmaste 24 timmarna.

#### Scen 2: En park vid sjön.
De två systrarna Fiordiligi och Dorabella sitter och fördjupar sig i sina kärastes porträtt medan kammarpigan Despina hävdar att man inte behöver ta kravet på trohet så bokstavligt. De två damerna blir upprörda över detta lättsinniga tal. Don Alfonso kommer och berättar för dem att deras kavaljerer blivit inkallade till krigstjänst. Officerarna kommer och tar ett rörande avsked av damerna.

#### Scen 3: En salong hos damerna.
De två systrarna är förtvivlade över att kavaljererna är bortkallade. Despina försöker trösta dem med att det finns andra, som man kan roa sig med, för så gör ju männen. Don Alfonso köper Despina, för att hon skall hjälpa honom i hans intrigmakeri. Han kommer med två albanska adelsmän (de två officerarna i förklädnad) men de ser så underliga ut att Despinas gapskratt tillkallar damerna. Albanerna överträffar sig själva i komplimanger. Detta leder till att var och en av de båda männen gör sin kur för den andres trolovade. Damerna ser på dem med skepsis, men då don Alfonso förklarar att de är gamla goda vänner till honom får de hållas. De två officerarna tror redan att de har vunnit vadet och don Alfonso känner sig en smula nedslagen. Men de 24 timmarna är inte ute ännu och han gör upp nya planer tillsammans med Despina.

#### Scen 4: I en park.
Damerna har tråkigt. Då hörs ett skrik och don Alfonso och de två albanerna störtar in. Av förtvivlan över damernas kyla har albanerna tagit gift och får nu de mest fruktansvärda krampanfall. Damerna hyser medlidande med dem och Despina springer efter en läkare. Men hon kommer tillbaka förklädd och presenterar sig som elev till en berömd läkare. Hon har med sig en väldig magnet som får de sjuka att skälva. Då de förgiftade omsider vaknar upp ur medvetslösheten och ber om en kyss anser både läkaren och don Alfonso att det bör vara en god efterkur.

### Akt II

#### Scen 1: En salong.
Despina ger nya och praktiska råd i kärleksaffärer och omsider påverkar detta Dorabella som uppenbart intresserar sig för den mörkhårige albanen. Hon uppmanar sin syster att ta sig an hans ljushårige kamrat lite mera. Utan att veta det intresserar sig alltså systrarna för varandras käraste.

#### Scen 2: En park.
Don Alfonso tar damerna med sig så att de kan höra på en serenad som de två albanerna vill sjunga för dem. De är lite förlägna men don Alfonso är världsman nog för att ordna saken. Guglielmo övertalar Dorabella att ge honom bilden på Ferrando. I gengäld får hon av honom ett litet guldhjärta. Fiordiligi är mer ståndaktig men hon kan likväl inte dölja att hon intresserar sig för den andre albanen. För att göra ett sista försök att bevara troheten mot kärasten, ämnar hon klä ut sig till soldat och uppsöka honom. Men då Ferrando går till angrepp blir hon besegrad. De två herrarna måste erkänna att var och en gjort goda framsteg hos den andres trolovade och de känner sig lite nedstämda. Men don Alfonso triumferar för nu berättar Despina att de två damerna har beställt en skrivare som skall sätta upp äktenskapskontrakten mellan dem.

#### Scen 3: En festsal.
De lyckligt nyförlovade sitter vid festbordet. Just när skrivaren anländer med äktenskapskontraktet ljuder plötsligt samma trumvirvel och marsch som då officerarna drog bort. Don Alfonso meddelar att de två gamla fästmännen är på hemväg och situationen blir förvirrad. I hast sticker albanerna iväg för att inte lång tid senare uppträda utan förklädnad. Situationen verkar i början lätt pinsam särskilt då de två herrarna finner äktenskapskontrakten på golvet. Men så förklarar don Alfonso intrigen och försoningen uteblir inte.

## Berömda arior
- Akt 1. Come scoglio (Fiordiglio); Un' aura amorosa (Ferrando)
- Akt 2. Per pietà, ben mio, perdona (Fiordiglio)*Gammond, Peter (1982). Opera-handbok. Göteborg: Wezäta. sid. 133-134. Libris 7745312. ISBN 91-8507491-8

## Inspelningar (urval)
- Cosi fan tutte. Frittoli, Kirchschlager, Skovhus, Schade, Corbelli, Bacelli. Chor und Orchester der Wiener Staatsoper. Muti, dirigent. Medici Arts DVD 207 2368. 2 DVD.
- Cosi fan tutte. Schwarzkopf, Ludwig, Steffek, Kraus, Taddei, Barry. Philharmonia Choir and Orchestra. Böhm, dirigent. EMI (ADD) 5 67382-2. 3 CD.[5]